# Rasa de Sociats
La Rasa de Sociats, dita també Rasa de Sossiats, és un torrent afluent per l'esquerra del Cardener que s'inicia a la confluència de la Rasa de Pujols i la Rasa de Ventolra i que fa tot el seu curs pel terme municipal d'Olius.
La rasa pròpiament dita té una longitud de 2.534 metre però des de la seva confluència amb el Cardener fins al naixement de la Rasa de Ventolra hi ha un total d'11.513 metres.

## Xarxa hidrogràfica

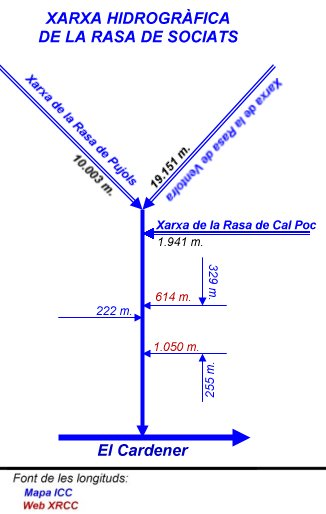
Xarxa hidrogràfica de la Rasa de Sociats

La xarxa hidrogràfica de la Rasa de Sociats està integrada per 45 cursos fluvials (6 de primer nivell de subsidiarietat, 33 de 2n nivell i 5 de 3r nivell) que sumen una longitud total de 36.099 m.
El vessant dret de la conca consta de 13 cursos fluvials que sumen una longitud de 10.225 m. mentre que el vessant esquerre inclou 31 cursos fluvials que sumen una longitud de 23.340 m.

### Distribució per termes municipals
| Municipi | Longitud que hi transcorre |
| -------- | -------------------------- |
| Navès    | 25.953 m.                  |
| Olius    | 11.284 m.                  |

### Afluents destacables

#### Per l'esquerra
- La Rasa de Cal Poc

## Mapa del seu curs
- Mapa de l'ICC